# Julius Kaiser
Julius Kaiser (6. prosince 1860 Oberandritz, dnes součást Štýrského Hradce – 31. ledna 1925 Vídeň) byl rakousko-uherský generál. Do c. k. armády vstoupil v roce 1881 jako absolvent vojenské akademie, poté sloužil u různých posádek, později byl důstojníkem generálního štábu, uplatnil se také jako pedagog a byl odborníkem na vojenské mapování. Za první světové války se jako divizní velitel zúčastnil bojů na východní frontě. V letech 1915–1918 byl velitelem 2. armádního sboru, s nímž později bojoval v Itálii a v roce 1917 dosáhl hodnosti generála pěchoty. Na jaře 1918 byl z fronty odvolán na méně důležitý post ředitele Vojenského geografického institutu. Po zániku monarchie byl v armádě penzionován a dožil v soukromí ve Vídni.

## Životopis

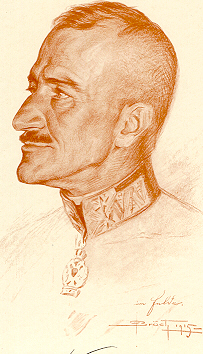
Generál pěchoty Julius Kaiser

Základní vzdělání získal v Lublani, poté studoval na kadetní škole v Hranicích a v letech 1878–1881 na Tereziánské vojenské akademii ve Vídeňském Novém Městě. Do armády vstoupil jako poručík k 7. pěšímu pluku (1881), poté si doplnil vojenské vzdělání na Válečné škole (K.u.k. Kriegschule) ve Vídni (1886–1888). V roce 1886 byl povýšen na nadporučíka, poté sloužil v Innsbrucku a Terstu, kde se zúčastnil kartografických prací. Jako kapitán (1892) poté strávil několik v Klagenfurtu a Záhřebu. V roce 1898 byl povýšen na majora a působil jako pedagog na Válečné škole ve Vídni. Jako podplukovník (1901) byl přeložen k 96. pěšímu pluku do Karlovace. V roce 1905 byl povýšen na plukovníka a byl přidělen k Vojenskému geografickému institutu ve Vídni.
V roce 1910 dosáhl hodnosti generálmajora a stal se velitelem 10. horské brigády u 15. armádního sboru v Sarajevu (1910–1913). K datu 1. května 1914 získal hodnost polního podmaršála a převzal velení 30. pěší divize ve Lvově, s níž byl na začátku první světové války odvelen na východní frontu. Zúčastnil se bojů o Halič (1914), bitvy u Gorlice (1915), poté bojoval o obléhanou pevnost Přemyšl (1915). V lednu 1915 byl se svou divizí začleněn do armádní skupiny Pflanzer-Baltin a zúčastnil se ofenzívy v Karpatech. V září 1915 byl jmenován velitelem 2. armádního sboru, s nímž musel s velkými ztrátami čelit Brusilovově ofenzívě. Postup ruských vojsk se mu podařilo zastavit u Kovelu a k datu 1. srpna 1917 byl povýšen do hodnosti generála pěchoty. V září 1917 byl se svým sborem převelen na italskou frontu, kde bojoval v bitvě u Caporetta. Po bitvě pronásledoval italskou armádu k řece Piavě. V dubnu 1918 se vzdal velení a odešel do Vídně, kde byl jmenován velitelem Vojenského geografického institutu. Po první světové válce byl penzionován k datu 1. ledna 1919 a od té doby žil v soukromí ve Vídni.

## Tituly a ocenění
Během vojenské služby se stal nositelem řady vyznamenání a v roce 1918 byl jmenován c. k. tajným radou s nárokem na oslovení Excelence.
- Jubilejní pamětní medaile (1898)
- Vojenská záslužná medaile (1902)
- Vojenský jubilejní kříž (1908)
- Řád železné koruny III. třídy (1909)
- Mobilizační kříž (1913)
- Řád železné koruny II. třídy s válečnou dekorací (1914)
- Vojenský záslužný kříž II. třídy s válečnou dekorací (1915)
- Vyznamenání za zásluhy o Červený kříž (1916)
- Řád železné koruny I. třídy s válečnou dekorací (1916)
- velkokříž Leopoldova řádu s válečnou dekorací (1916)

- Železný kříž II. třídy (Německo, 1915)
- Železný kříž I. třídy (Německo, 1917)